# Nekrolog 3. Quartal 1998
Nekrolog
◄◄
| ◄
| 1994
| 1995
| 1996
| 1997
| 1998 | 1999 | 2000 | 2001 | 2002 | ► | ►►
1. Quartal |
2. Quartal |
3. Quartal |
4. Quartal 1998
Weitere Ereignisse | Allgemeiner Nekrolog 1998
Die Beschreibung der verstorbenen Person sollte so kurz wie möglich gehalten sein und nur deren signifikante Tätigkeit(en) enthalten.
Neue Namen ggf. auch unter dem Geburts- und Sterbedatum, also etwa unter 1. Januar und im Geburts- und Sterbejahr (2024) eintragen (nur bei entsprechender großer Wichtigkeit). Für Beispiele siehe die schon vorhandenen Artikel.
Außerdem über die fünf zuletzt Verstorbenen, zu denen es einen ausreichend guten Artikel für eine Präsentation auf der Hauptseite gibt, nach der todesbedingten Überarbeitung der Artikel ggf. auch unter Wikipedia Diskussion:Hauptseite informieren und sie am besten auch in den anderen Wikipedia-Sprachversionen eintragen. Tipp: Regelmäßig bei news.google.de nach „ist tot“, „gestorben“ oder „verstorben“ suchen.
Wenn eine Person gestorben ist, gibt es viele Seiten zu dieser Person in der Wikipedia, die davon auch betroffen sind und entsprechend aktualisiert werden müssen. Beispiele: Namenübersichtsseite, Geburtsjahr, Geburtsort-Seiten und viele mehr.
Wie finde ich die betroffenen Seiten?
Im Suchfeld auf der linken Seite gibt man den Suchbegriff so ein: „Vorname Nachname“. Dann klickt man auf Volltext und alle Seiten mit entsprechendem Suchtext werden aufgerufen. Hier sieht man dann schnell, wo auch das Todesjahr Sinn macht oder sogar ein Teil des Artikels angepasst werden muss. Auch hilft das „Werkzeug“ auf der linken Seite sehr gut, um solche Seiten aufzufinden: „Links auf diese Seite“. Somit ist die Wikipedia wieder aktuell in allen Bereichen! Hinweis: bei Eintragung der Kategorie „Gestorben JAHR“ wird der Missbrauchsfilter 49 ausgelöst, was jedoch nicht schlimm ist. Siehe: Spezial:Missbrauchsfilter/49
Dies ist eine Liste von im dritten Quartal 1998 verstorbenen bekannten Persönlichkeiten. Die Einträge erfolgen innerhalb der einzelnen Daten alphabetisch sortiert. Tiere sind im Nekrolog für Tiere zu finden.

## Juli
| Tag      | Name                                      | Beruf, bekannt als                                                                           | Alter | Beleg |
| -------- | ----------------------------------------- | -------------------------------------------------------------------------------------------- | ----- | ----- |
| 1. Juli  | Francis Ambrière                          | französischer Autor und Romanist                                                             | 90    |       |
| 1. Juli  | Florence Bell                             | kanadische Leichtathletin und Olympiasiegerin                                                | 88    |       |
| 1. Juli  | Daniel Rufeisen                           | israelischer Karmelit                                                                        | 76    |       |
| 1. Juli  | Rodney Smith, Baron Smith                 | britischer Chirurg und Ärztefunktionär                                                       | 84    |       |
| 1. Juli  | André Willequet                           | belgischer Bildhauer                                                                         | 77    |       |
| 2. Juli  | Miklós Gábor                              | ungarischer Theater- und Filmschauspieler                                                    | 79    |       |
| 2. Juli  | Stefan Germer                             | deutscher Kunsthistoriker, Kurator und Professor für Kunstwissenschaft                       | 39    |       |
| 2. Juli  | Thomas R. Kaiser                          | australischer Physiker                                                                       | 74    |       |
| 2. Juli  | Karl Peters                               | deutscher Jurist                                                                             | 94    |       |
| 2. Juli  | Cleophus Robinson                         | US-amerikanischer Gospel- und Bluessänger, Songwriter, Entertainer und Prediger              | 66    |       |
| 2. Juli  | Federico Scorticati                       | argentinischer Bandoneonist, Bandleader, Arrangeur und Tangokomponist uruguayischer Herkunft | 85    |       |
| 2. Juli  | Gustav Sühler                             | deutscher Landwirt und Politiker (CSU), MdB                                                  | 76    |       |
| 2. Juli  | Kay Thompson                              | US-amerikanische Sängerin, Arrangeurin, Komponistin, Schauspielerin und Schriftstellerin     | 89    |       |
| 2. Juli  | Hans-Werner Wagner                        | deutscher Jurist und Staatssekretär in Sachsen                                               | 45    |       |
| 3. Juli  | Enzo Bartolini                            | italienischer Ruderer                                                                        | 84    |       |
| 3. Juli  | Danielle Bunten Berry                     | US-amerikanische Programmiererin, Entwicklerin von Heimcomputerspielen                       | 49    |       |
| 3. Juli  | Bernhard Häring                           | katholischer Moraltheologe                                                                   | 85    |       |
| 3. Juli  | George Lloyd                              | englischer Komponist                                                                         | 85    |       |
| 3. Juli  | Kazimierz Sokołowski                      | polnischer Eishockeyspieler                                                                  | 90    |       |
| 3. Juli  | Duncan White                              | sri-lankischer Leichtathlet                                                                  | 80    |       |
| 4. Juli  | Johannes Bökmann                          | deutscher katholischer Moraltheologe                                                         | 72    |       |
| 4. Juli  | Kurt Franz                                | letzter Kommandant des Vernichtungslagers Treblinka                                          | 84    |       |
| 4. Juli  | Rudolf Heilbrunn                          | deutscher Privatgelehrter, Historiker, Autor und Herausgeber                                 | 97    |       |
| 4. Juli  | Wiktor Borissowitsch Korezki              | russisch-sowjetischer Grafiker                                                               | 89    |       |
| 4. Juli  | Alexander Lüderitz                        | deutscher Rechtswissenschaftler                                                              | 66    |       |
| 4. Juli  | Alberto Mancione                          | argentinischer Bandoneonist, Bandleader und Tangokomponist                                   | 82    |       |
| 4. Juli  | Peter Monteverdi                          | Schweizer Privatrennfahrer, Autobauer und Gründer der Automarke Automobile Monteverdi        | 64    |       |
| 4. Juli  | Errol Parker                              | US-amerikanischer Jazzmusiker algerischer Herkunft                                           | 67    |       |
| 4. Juli  | Henrik Stangerup                          | dänischer Autor und Filmregisseur                                                            | 60    |       |
| 5. Juli  | Sid Luckman                               | US-amerikanischer American-Football-Spieler                                                  | 81    |       |
| 5. Juli  | Maria Mercè Marçal i Serra                | katalanische Dichterin, Erzählerin, Herausgeberin und Übersetzerin                           | 45    |       |
| 5. Juli  | Frank Righeimer                           | US-amerikanischer Fechter                                                                    | 89    |       |
| 5. Juli  | Johnny Speight                            | britischer Drehbuchautor                                                                     | 78    |       |
| 6. Juli  | Aniela Chałubińska                        | polnische Geologin und Geografin                                                             | 95    |       |
| 6. Juli  | Georges Maton                             | französischer Radrennfahrer                                                                  | 84    |       |
| 6. Juli  | Helly Möslein                             | österreichische Sängerin und Kabarettistin                                                   | 83    |       |
| 6. Juli  | Roy Rogers                                | US-amerikanischer Country-Sänger und Schauspieler                                            | 86    |       |
| 6. Juli  | Loris S. Russell                          | kanadisch-US-amerikanischer Paläontologe und Hochschullehrer                                 |       |       |
| 7. Juli  | Moshood Abiola                            | nigerianischer Politiker und Geschäftsmann                                                   | 60    |       |
| 7. Juli  | Ignace Abdo Khalifé                       | maronitischer Bischof in Australien                                                          | 84    |       |
| 7. Juli  | Gerd Ritgen                               | deutscher Landwirt und Politiker (CDU), MdB                                                  | 88    |       |
| 8. Juli  | Christophe Adimou                         | beninischer Geistlicher, Erzbischof von Cotonou                                              | 82    |       |
| 8. Juli  | Lilí Álvarez                              | spanische Tennisspielerin                                                                    | 93    |       |
| 8. Juli  | Miloslav Kořínek                          | aus Tschechien gebürtiger slowakischer Komponist und Hochschullehrer                         | 73    |       |
| 08. Juli | Murakoso Kōhei                            | japanischer Leichtathlet und Leichtathletiktrainer                                           | 92    |       |
| 8. Juli  | Jacques Normand                           | kanadischer Sänger und Entertainer                                                           | 76    |       |
| 8. Juli  | Fritz Rinderspacher                       | deutscher Pädagoge und Politiker (SPD), MdB                                                  | 88    |       |
| 8. Juli  | Dušan Vukotić                             | Filmregisseur und -produzent                                                                 | 71    |       |
| 8. Juli  | Fred Woodhouse                            | australischer Stabhochspringer                                                               | 86    |       |
| 9. Juli  | Knut Bergsland                            | norwegischer Finnougrist und Hochschullehrer                                                 | 84    |       |
| 9. Juli  | James Flora                               | US-amerikanischer Gebrauchsgrafiker und bildender Künstler                                   | 84    |       |
| 9. Juli  | Georg Herbold                             | deutscher Fußballspieler                                                                     | 78    |       |
| 9. Juli  | Anton Huber                               | deutscher Volkswirt und Politiker (CDU), MdL                                                 | 93    |       |
| 9. Juli  | Franz D. Lucas                            | deutscher Kaufmann und Historiker                                                            | 77    |       |
| 10. Juli | Hugo Øster Bendtsen                       | dänischer Schauspieler                                                                       | 50    |       |
| 10. Juli | Hilde Heger                               | österreichische bildende Künstlerin                                                          | 99    |       |
| 10. Juli | Friedrich Morgenschweis                   | deutscher Priester und Mundartdichter, Mitglied des Bayerischen Senats                       | 78    |       |
| 11. Juli | John Boyd-Carpenter, Baron Boyd-Carpenter | britischer Politiker (Conservative Party), Mitglied des House of Commons                     | 90    |       |
| 11. Juli | Siegfried Burmeister                      | deutscher Maler, Schriftsteller und Musiker                                                  | 92    |       |
| 11. Juli | Panajotis Kondylis                        | griechischer Philosoph                                                                       | 54    |       |
| 12. Juli | Bo Giertz                                 | schwedischer lutherischer Bischof und christlicher Schriftsteller                            | 92    |       |
| 12. Juli | Rainer Haedrich                           | deutscher Politiker (CDU) und Landrat des Landkreises Uecker-Randow                          | 55    |       |
| 12. Juli | James Corbitt Morris                      | US-amerikanischer Songwriter und Musiker                                                     | 91    |       |
| 12. Juli | Wilson Francisco Alves                    | brasilianischer Fußballspieler und -trainer                                                  | 70    |       |
| 13. Juli | Watkins Moorman Abbitt                    | US-amerikanischer Politiker                                                                  | 90    |       |
| 13. Juli | Red Badgro                                | US-amerikanischer American-Football- und Baseballspieler                                     | 95    |       |
| 13. Juli | Sigismund von Braun                       | deutscher Diplomat                                                                           | 87    |       |
| 13. Juli | Joachim Grauenhorst                       | deutscher Journalist und Maler                                                               | 80    |       |
| 13. Juli | Louis Guisan                              | Schweizer Politiker (LPS)                                                                    | 87    |       |
| 13. Juli | Konstantinos Kollias                      | griechischer Politiker und Ministerpräsident                                                 |       |       |
| 13. Juli | Ingeborg Krummer-Schroth                  | deutsche Kunsthistorikern                                                                    | 87    |       |
| 13. Juli | Hugo Leipziger-Pearce                     | deutscher Architekt                                                                          | 95    |       |
| 13. Juli | Jean Parédès                              | französischer Schauspieler und Sänger                                                        | 83    |       |
| 13. Juli | Jan Piwowoński                            | polnischer Schifffahrtshistoriker                                                            | 73    |       |
| 13. Juli | Ernst Strachwitz                          | österreichischer Politiker (ÖVP, VdU), Abgeordneter zum Nationalrat                          | 78    |       |
| 14. Juli | John Béchervaise                          | australischer Schriftsteller, Lehrer, Bergsteiger und Forschungsreisender                    | 88    |       |
| 14. Juli | Beryl Bryden                              | britische Jazzsängerin und Perkussionistin                                                   | 78    |       |
| 14. Juli | Georg Euler                               | deutscher Fußballspieler                                                                     | 92    |       |
| 14. Juli | Herman D. Koppel                          | dänischer Pianist und Komponist                                                              | 89    |       |
| 14. Juli | Mark Lasarewitsch Gallai                  | sowjetischer Testpilot und Ingenieur                                                         | 84    |       |
| 14. Juli | Miroslav Holub                            | tschechischer Schriftsteller, Naturwissenschaftler, Arzt                                     | 74    |       |
| 14. Juli | Kitty Mattern                             | österreichische Schauspielerin                                                               | 85    |       |
| 14. Juli | Nguyễn Ngọc Loan                          | südvietnamesischer General und Kriegsverbrecher                                              | 66    |       |
| 14. Juli | Charlie Perry                             | US-amerikanischer Jazz-Musiker                                                               |       |       |
| 14. Juli | Karl Schirdewan                           | deutscher Politiker (KPD, SED), MdV                                                          | 91    |       |
| 15. Juli | August Buck                               | deutscher Hochschullehrer; Ordinarius und Rektor an der Universität Marburg                  | 86    |       |
| 15. Juli | Karl-Heinz Hiersemann                     | deutscher Politiker (SPD), MdL                                                               | 53    |       |
| 15. Juli | Tage Larsson                              | schwedischer Versicherungsmathematiker und Wissenschaftler                                   | 92    |       |
| 15. Juli | Gerd Oelschlegel                          | deutscher Regisseur und Dramatiker                                                           | 71    |       |
| 16. Juli | Viktor Gutmann                            | österreichischer Chemiker, Professor an der Technischen Universität Wien                     | 76    |       |
| 16. Juli | Mahbub ul Haq                             | pakistanischer Ökonom                                                                        | 64    |       |
| 16. Juli | Fred Wacker                               | US-amerikanischer Rennfahrer                                                                 | 80    |       |
| 16. Juli | Edward Moffat Weyer junior                | US-amerikanischer Anthropologe                                                               | 94    |       |
| 17. Juli | Adelhelm Dietzel                          | deutscher Gebrauchsgrafiker und Illustrator                                                  | 84    |       |
| 17. Juli | Lamberto Gardelli                         | italienischer Dirigent                                                                       | 82    |       |
| 17. Juli | Karl-Heinz Höcker                         | deutscher Physiker                                                                           | 82    |       |
| 17. Juli | Michael James Lighthill                   | britischer Mathematiker                                                                      | 74    |       |
| 17. Juli | Joseph Maher                              | irischer Schauspieler                                                                        | 64    |       |
| 17. Juli | Roger Quilliot                            | französischer Literaturwissenschaftler und Politiker                                         | 73    |       |
| 17. Juli | Edith Standen                             | US-amerikanische Kunsthistorikerin                                                           | 93    |       |
| 17. Juli | Claudia Testoni                           | italienische Leichtathletin                                                                  | 82    |       |
| 18. Juli | Wilhelm Ehlers                            | deutscher Politiker (SPD), MdL                                                               | 89    |       |
| 18. Juli | Hans Feibusch                             | deutscher Maler im britischen Exil (seit 1933)                                               | 99    |       |
| 18. Juli | Ernst Jaberg                              | Schweizer Jurist und Politiker (SVP)                                                         | 80    |       |
| 18. Juli | Betty Marsden                             | britische Schauspielerin                                                                     | 79    |       |
| 18. Juli | Albert Neckenauer                         | deutscher Kommunalpolitiker                                                                  | 77    |       |
| 18. Juli | Álvaro José Negret                        | kolumbianischer Ornithologe und Naturschützer                                                |       |       |
| 19. Juli | Mykola Lebed                              | ukrainischer Offizier und Politiker                                                          | 88    |       |
| 20. Juli | Dieter Nowka                              | deutscher Komponist, Dirigent und Musikwissenschaftler                                       | 74    |       |
| 20. Juli | Ehrenfried Weidemann                      | deutscher Politiker (CDU), MdL                                                               | 84    |       |
| 21. Juli | Tadeusz Gabrych                           | polnischer Radrennfahrer                                                                     | 77    |       |
| 21. Juli | Robert Gäpel                              | deutscher Autor niederdeutscher Literatur                                                    | 98    |       |
| 21. Juli | Hans van Kesteren                         | niederländischer Fußballspieler                                                              | 90    |       |
| 21. Juli | Eugenie Pippal-Kottnig                    | österreichische Architektin                                                                  | 77    |       |
| 21. Juli | Alan Shepard                              | US-amerikanischer Astronaut                                                                  | 74    |       |
| 21. Juli | Oswald Morris Wynd                        | britischer Schriftsteller schottischer Herkunft                                              | 85    |       |
| 21. Juli | Robert Young                              | US-amerikanischer Schauspieler                                                               | 91    |       |
| 22. Juli | Eugene Aserinsky                          | US-amerikanischer Mediziner                                                                  |       |       |
| 22. Juli | Fritz Buchloh                             | deutscher Fußballtorhüter                                                                    | 88    |       |
| 22. Juli | Michael Denison                           | britischer Schauspieler                                                                      | 82    |       |
| 22. Juli | Hermann Prey                              | deutscher Bariton                                                                            | 69    |       |
| 22. Juli | Antonio Saura                             | spanischer Maler                                                                             | 67    |       |
| 23. Juli | Constantin Bugeanu                        | rumänischer Komponist, Dirigent und Musikpädagoge                                            | 82    |       |
| 23. Juli | Wladimir Dmitrijewitsch Dudinzew          | russischer Schriftsteller                                                                    | 79    |       |
| 23. Juli | André Gertler                             | ungarischer Violinist und Violinpädagoge                                                     | 90    |       |
| 23. Juli | Henri Goudreault                          | kanadischer Ordensgeistlicher, Erzbischof von Grouard-McLennan                               | 70    |       |
| 23. Juli | John Hopkins                              | britischer Drehbuchautor und Dramatiker                                                      | 67    |       |
| 23. Juli | Hans Viktor Howaldt                       | deutscher Marineoffizier, Unternehmer, Hochseeregattasegler                                  | 79    |       |
| 23. Juli | Udo Klausa                                | deutscher Landrat und Landesdirektor                                                         | 87    |       |
| 23. Juli | Djibril Diop Mambéty                      | senegalesischer Schauspieler und Regisseur                                                   |       |       |
| 23. Juli | Wilbur Schwandt                           | US-amerikanischer Komponist                                                                  | 94    |       |
| 24. Juli | Augustin Augustinović                     | kroatischer Franziskanermissionar und Schriftsteller                                         | 81    |       |
| 24. Juli | Erika Hirsch                              | österreichische Musikerin und Komponistin                                                    | 74    |       |
| 25. Juli | Ludwig Acker                              | deutscher Chemiker                                                                           | 84    |       |
| 25. Juli | Annemarie Dührssen                        | deutsche Psychiaterin, Psychotherapeutin und Fachpublizistin                                 | 81    |       |
| 25. Juli | Tal Farlow                                | US-amerikanischer Jazz-Gitarrist                                                             | 77    |       |
| 25. Juli | Tiny Rowland                              | britisch-deutscher Geschäftsmann und Tycoon                                                  | 80    |       |
| 25. Juli | Heinz Schulz                              | deutscher Komponist und Musiker                                                              | 78    |       |
| 26. Juli | Helene Badziong                           | deutsche Widerstandskämpferin, Gewerkschafterin und Frauenrechtlerin                         | 81    |       |
| 26. Juli | Alain Dorémieux                           | französischer Herausgeber, Übersetzer und Autor von Science-Fiction-Literatur                | 64    |       |
| 26. Juli | Aymoré Moreira                            | brasilianischer Fußballspieler und -trainer                                                  | 86    |       |
| 26. Juli | Waldemar Steinhilper                      | deutscher Maschinenbauingenieur und Hochschullehrer                                          |       |       |
| 27. Juli | Binnie Barnes                             | britische Schauspielerin                                                                     | 95    |       |
| 27. Juli | Ruth Brück                                | deutsche Schauspielerin                                                                      |       |       |
| 27. Juli | Zlatko Čajkovski                          | kroatisch-jugoslawischer Fußballspieler und -trainer                                         | 74    |       |
| 27. Juli | Gísli Halldórsson                         | isländischer Schauspieler                                                                    | 71    |       |
| 27. Juli | Colman Von Keviczky                       | ungarischer Berufsoffizier und Ufologe                                                       | 88    |       |
| 27. Juli | Alfred Kobzina                            | österreichischer Jurist und Höchstgerichtspräsident                                          | 70    |       |
| 27. Juli | Farid Shawqi                              | ägyptischer Schauspieler, Regisseur, und Filmproduzent                                       | 77    |       |
| 28. Juli | Nancy Evans                               | walisische Tischtennisspielerin und -funktionärin                                            |       |       |
| 28. Juli | Zbigniew Herbert                          | polnischer Schriftsteller                                                                    | 73    |       |
| 28. Juli | William McChesney Martin                  | US-amerikanischer Ökonom und Chef des Federal Reserve System (1951–1970)                     | 91    |       |
| 28. Juli | Consalvo Sanesi                           | italienischer Automobilrennfahrer                                                            | 87    |       |
| 29. Juli | Christopher Hartley                       | britischer Offizier der Luftstreitkräfte des Vereinigten Königreichs                         | 85    |       |
| 29. Juli | Fernando Azcárate y Freyre de Andrade     | kubanischer Ordensgeistlicher, Weihbischof in San Cristóbal de la Habana                     | 85    |       |
| 29. Juli | Árpád Belko                               | französischer Fußballspieler                                                                 | 87    |       |
| 29. Juli | Walter Kämpfer                            | Schweizer Jurist und Bundesrichter                                                           | 84    |       |
| 29. Juli | Jorge Pacheco Areco                       | uruguayischer Politiker                                                                      | 77    |       |
| 29. Juli | Jerome Robbins                            | US-amerikanischer Choreograf                                                                 | 79    |       |
| 30. Juli | Elisabeth Darapsky                        | deutsche Historikerin, Archivarin, wegen Wehrkraftzersetzung verurteilt                      | 86    |       |
| 31. Juli | Erling Evensen                            | norwegischer Skilangläufer                                                                   | 84    |       |
| 30. Juli | Orestes Marengo                           | italienischer Ordensgeistlicher, Missionar und Bischof                                       | 91    |       |
| 30. Juli | Laila Schou Nilsen                        | norwegische Eisschnellläuferin, Skifahrerin, Handballspielerin und Tennisspielerin           | 79    |       |
| 30. Juli | Kurt Zaugg                                | Schweizer Radrennfahrer                                                                      | 78    |       |
| 31. Juli | Eileen George                             | kanadische Badmintonspielerin                                                                | 99    |       |
| 31. Juli | Ioan Ploscaru                             | rumänischer Priester, Bischof von Lugoj                                                      | 86    |       |
| 31. Juli | Herbert Widmayer                          | deutscher Fußballspieler und -trainer                                                        | 84    |       |
| Juli     | August Wilhelm von Eiff                   | deutscher Mediziner                                                                          |       |       |
| Juli     | Henry Munyaradzi                          | simbabwischer Bildhauer                                                                      |       |       |
| Juli     | Angela Pschigode                          | deutsche Schauspielerin                                                                      |       |       |

## August
| Tag        | Name                                 | Beruf, bekannt als                                                                                             | Alter | Beleg |
| ---------- | ------------------------------------ | --- | ----- | ----- |
| 1. August  | Eva Bartok                           | ungarische Schauspielerin                                                                                      | 71    |       |
| 1. August  | Len Duncan                           | US-amerikanischer Rennfahrer                                                                                   | 87    |       |
| 1. August  | Carl Haidn                           | deutscher Jurist, Oberbürgermeister von Düsseldorf                                                             | 94    |       |
| 1. August  | Ewald Nienhaus                       | deutscher Fußballspieler                                                                                       | 70    |       |
| 1. August  | Josef Ludl                           | tschechischer Fußballspieler                                                                                   | 82    |       |
| 1. August  | Franz Pixner                         | österreichischer Spanienkämpfer, Bildhauer und Maler                                                           | 86    |       |
| 1. August  | Lubomír Pleva                        | tschechischer Mundharmonikaspieler                                                                             | 69    |       |
| 1. August  | Günter Werner                        | deutscher Militärmediziner, Generalmajor der NVA                                                               | 67    |       |
| 1. August  | Zheng Chaolin                        | chinesischer trotzkistischer Oppositioneller                                                                   |       |       |
| 1. August  | Josef Zimmermann                     | deutscher Organist und Hochschullehrer                                                                         | 91    |       |
| 2. August  | Otto Bumbel                          | brasilianischer Fußballspieler und -trainer                                                                    | 84    |       |
| 2. August  | Mapy Cortés                          | puerto-ricanische Schauspielerin                                                                               | 88    |       |
| 2. August  | Edward Leemans                       | belgischer Soziologe, Hochschullehrer und Senatspräsident                                                      | 72    |       |
| 2. August  | Shari Lewis                          | US-amerikanische Puppenspielerin und Bauchrednerin                                                             | 65    |       |
| 2. August  | Arnold Verhoeven                     | deutscher Politiker (CDU), MdB                                                                                 | 92    |       |
| 2. August  | Dietrich Wersche                     | deutscher Unternehmer                                                                                          | 88    |       |
| 3. August  | Arnim Dahl                           | deutscher Stuntman und Artist                                                                                  | 76    |       |
| 03. August | Reizō Koike                          | japanischer Schwimmer, Schwimmtrainer und Schwimmsportfunktionär                                               | 82    |       |
| 3. August  | Alfred Schnittke                     | deutsch-russischer Komponist und Pianist                                                                       | 63    |       |
| 3. August  | Alan Walsh                           | britisch-australischer Physiker und Chemiker                                                                   | 81    |       |
| 4. August  | Juri Petrowitsch Artjuchin           | sowjetischer Offizier der Luftstreitkräfte und Kosmonaut                                                       | 68    |       |
| 4. August  | Roger Devemy                         | französischer Politiker, Mitglied der Nationalversammlung                                                      | 88    |       |
| 4. August  | Carmen Delia Dipiní                  | puerto-ricanische Sängerin                                                                                     | 70    |       |
| 4. August  | August Frey                          | Schweizer Maler und Grafiker                                                                                   | 85    |       |
| 4. August  | Thomas Joseph McDonough              | US-amerikanischer Geistlicher, Erzbischof von Louisville                                                       | 86    |       |
| 4. August  | Kurt Niederau                        | Schulrektor und Genealoge                                                                                      | 74    |       |
| 5. August  | Bernhard Achterberg                  | deutscher Psychologe und Psychotherapeut                                                                       |       |       |
| 5. August  | Clemens Christians                   | deutscher Lehrer und Präsident des Deutschen Lehrerverbandes (DL)                                              | 74    |       |
| 5. August  | Otto Kretschmer                      | deutscher Marineoffizier, U-Boot-Kommandant im Zweiten Weltkrieg                                               | 86    |       |
| 5. August  | Heiner Möller                        | deutscher Betriebswirt und Politiker (CDU), MdB                                                                | 54    |       |
| 5. August  | Todor Schiwkow                       | bulgarischer Politiker, Staatschef von Bulgarien                                                               | 86    |       |
| 6. August  | Leo Aario                            | finnischer Geograph und Geologe                                                                                | 91    |       |
| 6. August  | Nat Gonella                          | britischer Jazz-Trompeter und Bandleader                                                                       | 90    |       |
| 6. August  | Tom Hedegaard                        | dänischer Filmregisseur und Drehbuchautor                                                                      | 56    |       |
| 6. August  | Hamilton Law                         | US-amerikanischer Badmintonspieler                                                                             | 84    |       |
| 6. August  | André Weil                           | französischer Mathematiker                                                                                     | 92    |       |
| 7. August  | Leontina Albina Espinoza             | chilenische Mutter von angeblich 55 Kindern                                                                    |       |       |
| 7. August  | Maximiano Campos                     | brasilianischer Schriftsteller und Journalist                                                                  | 56    |       |
| 7. August  | Max Conchy                           | französischer Fußballspieler                                                                                   | 86    |       |
| 7. August  | Wallace H. Coulter                   | US-amerikanischer Ingenieur                                                                                    | 85    |       |
| 7. August  | Víctor Cruz                          | kubanischer Sänger, Bassist und Komponist; Pionier kubanischer und lateinamerikanischer Musik in Deutschland   | 89    |       |
| 7. August  | Wilhelm Emrich                       | deutscher Literaturwissenschaftler, Germanist                                                                  | 88    |       |
| 7. August  | Hans Peter Feddersen                 | deutscher Bildhauer                                                                                            | 93    |       |
| 7. August  | Vito Rocco Giustiniani               | italienischer Romanist                                                                                         | 82    |       |
| 07. August | Horst Hallensleben                   | deutscher Kunsthistoriker                                                                                      | 70    |       |
| 8. August  | Samuel Balter                        | US-amerikanischer Basketballspieler                                                                            | 88    |       |
| 8. August  | Giulio Bresci                        | italienischer Radrennfahrer                                                                                    | 96    |       |
| 8. August  | Barbara Burke                        | britische Leichtathletin                                                                                       | 81    |       |
| 8. August  | Hans-Eduard Hengstenberg             | deutscher Philosoph                                                                                            | 93    |       |
| 8. August  | Nelly                                | griechische Fotografin                                                                                         | 98    |       |
| 8. August  | László Szabó                         | ungarischer Schachspieler                                                                                      | 81    |       |
| 9. August  | Rose Blumkin                         | US-amerikanische Unternehmerin russischer Abstammung                                                           | 104   |       |
| 9. August  | Jos Hanniken                         | belgischer Komponist und Dirigent                                                                              | 86    |       |
| 9. August  | Reinhard Heß                         | deutscher Maler und Glasmaler                                                                                  | 94    |       |
| 9. August  | Frankie Ruiz                         | US-amerikanischer Sänger von Salsa-Musik                                                                       | 40    |       |
| 9. August  | Francisco Zúñiga                     | costa-ricanisch-mexikanischer Maler und Bildhauer                                                              | 85    |       |
| 10. August | Irmgard Biernath                     | deutsche Bildhauerin und Kunstpädagogin                                                                        | 92    |       |
| 10. August | Sidney W. Fox                        | US-amerikanischer Biochemiker                                                                                  | 86    |       |
| 10. August | Albert Schöchle                      | deutscher Gärtner, Sachbuchautor und Gründer der Wilhelma und des Blühenden Barocks                            | 93    |       |
| 11. August | Caro Lamoureux                       | kanadische Sängerin                                                                                            | 94    |       |
| 11. August | Dieter Smidt                         | deutscher Atomphysiker und Autor                                                                               | 71    |       |
| 11. August | Sergei Wassiljewitsch Wonsowski      | russischer Physiker                                                                                            | 87    |       |
| 12. August | Giuseppe Fina                        | italienischer Drehbuchautor und Fernsehregisseur                                                               | 74    |       |
| 12. August | Ida Krehm                            | kanadisch-US-amerikanische Pianistin, Dirigentin und Musikpädagogin                                            | 86    |       |
| 12. August | Karl-Heinz Lingner                   | deutscher Grafiker und Maler                                                                                   | 73    |       |
| 12. August | Jesús Loroño                         | spanischer Radrennfahrer                                                                                       | 72    |       |
| 12. August | Villanueva Saravia                   | uruguayischer Politiker                                                                                        | 33    |       |
| 13. August | Alfred Abegg                         | Schweizer Politiker                                                                                            | 83    |       |
| 13. August | Nino Ferrer                          | französischer Sänger, Liederschreiber und Komponist italienischer Abstammung                                   | 63    |       |
| 13. August | Edward Ginzton                       | russisch-US-amerikanischer Physiker                                                                            | 82    |       |
| 13. August | Julien Green                         | französischer Schriftsteller US-amerikanischer Staatsangehörigkeit                                             | 97    |       |
| 13. August | Franz Ott                            | deutscher Politiker (DP), MdB                                                                                  | 88    |       |
| 13. August | Philip von Schantz                   | schwedischer Künstler, Maler und Grafiker                                                                      | 70    |       |
| 13. August | Benny Waters                         | US-amerikanischer Jazzklarinettist und -saxophonist                                                            | 96    |       |
| 14. August | Piet Bakers                          | niederländischer Fußballspieler                                                                                | 75    |       |
| 14. August | Wolfgang Günther                     | deutscher Übersetzer                                                                                           | 58    |       |
| 14. August | Albert Hennig                        | deutscher Bauhaus-Künstler                                                                                     | 90    |       |
| 14. August | Eduard Hüttinger                     | Schweizer Kunsthistoriker                                                                                      | 72    |       |
| 14. August | Hans-Joachim Kulenkampff             | deutscher Schauspieler und Fernsehmoderator                                                                    | 77    |       |
| 14. August | Xavier Miserachs                     | spanischer Fotograf                                                                                            | 61    |       |
| 14. August | August Seeling                       | deutscher Politiker (SPD), Duisburger Oberbürgermeister (1948–1969)                                            | 92    |       |
| 14. August | Chalmers Wylie                       | US-amerikanischer Politiker                                                                                    | 77    |       |
| 15. August | Franz Bucher                         | österreichischer Leichtathlet                                                                                  | 83    |       |
| 15. August | Gustav-Adolf Kuntzen                 | deutscher Generalleutnant                                                                                      | 90    |       |
| 15. August | Marie Meierhofer                     | Schweizer Kinderärztin                                                                                         | 89    |       |
| 15. August | Hanspeter Smers                      | deutscher Wirtschaftswissenschaftler und Heimatforscher                                                        | 62    |       |
| 16. August | Kord Baeumer                         | deutscher Pflanzenbauwissenschaftler                                                                           | 71    |       |
| 16. August | Einar Heimisson                      | isländischer Schriftsteller                                                                                    | 31    |       |
| 16. August | Abdallah al-Hubal                    | jemenitischer Serienmörder                                                                                     |       |       |
| 16. August | Phil Leeds                           | US-amerikanischer Schauspieler                                                                                 | 82    |       |
| 16. August | Frank Lewis                          | US-amerikanischer Ringer und Olympiasieger                                                                     | 86    |       |
| 16. August | Alain Marion                         | französischer Flötist und Musikpädagoge                                                                        | 59    |       |
| 16. August | Franz Zelwecker                      | österreichischer Komponist und Dirigent                                                                        | 87    |       |
| 17. August | Pierre Deniker                       | französischer Psychiater                                                                                       | 81    |       |
| 17. August | Władysław Komar                      | polnischer Leichtathlet                                                                                        | 58    |       |
| 17. August | Raquel Rastenni                      | dänische Schlagersängerin                                                                                      | 82    |       |
| 17. August | Ferdinand Reisinger                  | österreichischer Politiker (SPÖ), Landtagsabgeordneter und Landtagspräsident des Oberösterreichischen Landtags | 70    |       |
| 17. August | Rita Roland                          | US-amerikanische Filmeditorin                                                                                  | 83    |       |
| 17. August | Tadeusz Ślusarski                    | polnischer Leichtathlet (Stabhochsprung)                                                                       | 48    |       |
| 17. August | Ilona Vincze-Krausz                  | ungarisch-israelische Pianistin und Klavierlehrerin                                                            | 95    |       |
| 18. August | Annemarie in der Au                  | deutsche Schriftstellerin                                                                                      | 73    |       |
| 18. August | Persis Khambatta                     | indische Schauspielerin                                                                                        | 49    |       |
| 18. August | Jürgen Pooch                         | niederdeutscher Volksschauspieler, Sprecher und Autor                                                          | 55    |       |
| 18. August | Kurt Schütte                         | deutscher Mathematiker                                                                                         | 88    |       |
| 18. August | Otto Wichterle                       | tschechischer Chemiker                                                                                         | 84    |       |
| 19. August | Hellmut Andics                       | österreichischer Journalist und Autor                                                                          | 75    |       |
| 19. August | Wassili Alexandrowitsch Archipow     | sowjetischer Offizier, der während der Kubakrise mit hoher Wahrscheinlichkeit einen Nuklearkrieg verhinderte   | 72    |       |
| 19. August | Werner von Ekesparre                 | deutscher Mediziner, Kinderchirurg                                                                             | 79    |       |
| 19. August | Franco Carmelo Greco                 | italienischer Romanist, Italianist und Theaterwissenschaftler                                                  | 56    |       |
| 19. August | Boris Borissowitsch Kadomzew         | russischer Physiker                                                                                            | 69    |       |
| 19. August | Ilva Ligabue                         | italienische Sopranistin                                                                                       | 66    |       |
| 19. August | Gustav Stein                         | deutscher Politiker (SPD), MdL                                                                                 | 78    |       |
| 19. August | Ramswaroop Verma                     | indischer Bürgerrechtler                                                                                       | 74    |       |
| 20. August | Vivian Brown                         | US-amerikanische Sprinterin                                                                                    | 56    |       |
| 20. August | Nicola Riezzo                        | italienischer Erzbischof                                                                                       | 93    |       |
| 21. August | Hans van Abeelen                     | niederländischer Verhaltensgenetiker                                                                           | 61    |       |
| 21. August | Luis Dávila                          | argentinischer Schauspieler                                                                                    | 71    |       |
| 21. August | Alfons Fleischmann                   | deutscher Theologe und Universitätsprofessor                                                                   | 91    |       |
| 21. August | Matthias Gottschaldt                 | deutscher Neurologe                                                                                            | 58    |       |
| 21. August | Fritz Haber                          | deutschstämmiger Luft- und Raumfahrtpionier                                                                    | 86    |       |
| 21. August | Kurt Lareida                         | Schweizer Politiker                                                                                            | 75    |       |
| 21. August | Lawrence C. Murphy                   | Priester der römisch-katholischen Kirche in den Vereinigten Staaten                                            | 72    |       |
| 21. August | Hans Pippig                          | deutscher Fotograf und Heimatforscher                                                                          | 87    |       |
| 21. August | Belisario Randone                    | italienischer Filmschaffender und Autor                                                                        | 91    |       |
| 21. August | Juanita Kidd Stout                   | US-amerikanische Richterin                                                                                     | 79    |       |
| 21. August | Norman Symonds                       | kanadischer Komponist, Klarinettist, Saxophonist und Bandleader                                                | 77    |       |
| 21. August | Alfred Vogelsänger                   | deutscher Fotograf                                                                                             | 84    |       |
| 22. August | Evelyn Denington, Baroness Denington | britische Politikerin                                                                                          | 91    |       |
| 22. August | Sergio Fiorentino                    | italienischer Pianist                                                                                          | 70    |       |
| 22. August | Elena Garro                          | mexikanische Schriftstellerin                                                                                  | 81    |       |
| 22. August | Rudolf Jenett                        | deutscher Generalmajor der Bundeswehr                                                                          | 84    |       |
| 22. August | Martin Leicht                        | westfälischer Unternehmer                                                                                      | 58    |       |
| 22. August | Jimmy Skidmore                       | englischer Jazzmusiker                                                                                         | 82    |       |
| 22. August | Karl Egbert Wenzel                   | deutscher Rechtsanwalt und Medienrechtler                                                                      | 68    |       |
| 23. August | Ahmet Hamdi Boyacıoğlu               | türkischer Richter, Präsident des Verfassungsgerichts der Türkei                                               | 78    |       |
| 23. August | Mile Braach                          | deutsche Chronistin und Unternehmerin                                                                          | 100   |       |
| 23. August | Borris Goetz                         | deutscher Maler und Graphiker                                                                                  | 83    |       |
| 23. August | Harold Johns                         | kanadischer Medizinphysiker und Pionier der Strahlentherapie                                                   | 83    |       |
| 24. August | Manuel Álvarez                       | chilenischer Fußballspieler                                                                                    | 70    |       |
| 24. August | Manuel Azcárate                      | spanischer Politiker, Autor und Journalist                                                                     | 81    |       |
| 24. August | Gian-Paolo Biasin                    | US-amerikanischer Romanist und Italianist italienischer Herkunft                                               | 64    |       |
| 24. August | Charles Diggs                        | US-amerikanischer Politiker                                                                                    | 75    |       |
| 24. August | Rudolf Dreyer                        | deutscher Neurologe, klinischer Neurophysiologe und Epileptologe                                               | 87    |       |
| 24. August | Ralph Freeman                        | britischer Brückenbauingenieur                                                                                 | 87    |       |
| 24. August | E. G. Marshall                       | US-amerikanischer Schauspieler                                                                                 | 84    |       |
| 24. August | Sergej Pirožkov                      | litauischer Politiker, Mitglied des Seimas                                                                     | 39    |       |
| 24. August | Lewan Sanadse                        | sowjetischer Leichtathlet                                                                                      | 70    |       |
| 24. August | Adriaan Schuurman                    | niederländischer Kirchenmusiker, Liturgiker und Musikpädagoge                                                  | 94    |       |
| 24. August | Georges Senfftleben                  | französischer Bahnradsportler                                                                                  | 75    |       |
| 24. August | John Richard Williams                | US-amerikanischer Politiker                                                                                    | 88    |       |
| 25. August | Floyd K. Haskell                     | US-amerikanischer Politiker                                                                                    | 82    |       |
| 25. August | Bob Montgomery                       | US-amerikanischer Boxer                                                                                        | 79    |       |
| 25. August | Lennart Nyman                        | schwedischer Fußballspieler und -trainer                                                                       | 81    |       |
| 25. August | Lewis F. Powell                      | US-amerikanischer Jurist und Richter am Obersten Gerichtshof der Vereinigten Staaten                           | 90    |       |
| 25. August | Gabino Rodríguez                     | mexikanischer Radrennfahrer                                                                                    | 71    |       |
| 26. August | Ralph Borgwardt                      | deutscher Schauspieler                                                                                         | 78    |       |
| 26. August | Wade Dominguez                       | US-amerikanischer Schauspieler                                                                                 | 32    |       |
| 26. August | Remo Giazotto                        | italienischer Musikwissenschaftler                                                                             | 87    |       |
| 26. August | Frederick Reines                     | US-amerikanischer Physiker                                                                                     | 80    |       |
| 26. August | Tamura Ryūichi                       | japanischer Lyriker                                                                                            | 75    |       |
| 27. August | Garry E. Brown                       | US-amerikanischer Politiker                                                                                    | 75    |       |
| 27. August | Benny Hansen                         | dänischer Schauspieler                                                                                         | 54    |       |
| 27. August | Edwin Loebenstein                    | österreichischer Rechtswissenschaftler                                                                         | 87    |       |
| 27. August | Syd Owen                             | englischer Fußballspieler und -trainer                                                                         | 75    |       |
| 27. August | Essie Summers                        | neuseeländische Schriftstellerin                                                                               | 86    |       |
| 28. August | Wybe Buma                            | niederländischer Jazzmusiker                                                                                   | 73    |       |
| 28. August | George Büchi                         | schweizerisch-US-amerikanischer Chemiker                                                                       | 77    |       |
| 28. August | Hirokazu Kobayashi                   | japanischer Aikido-Großmeister                                                                                 | 69    |       |
| 28. August | Ladislav Kubeš                       | tschechischer Komponist und Musiker                                                                            | 74    |       |
| 28. August | Rajarethinam Arokiasamy Sundaram     | indischer Geistlicher, Bischof von Tanjore                                                                     | 93    |       |
| 28. August | Jack Wright                          | australischer Politiker (South Australia)                                                                      | 71    |       |
| 28. August | Richard Zänkner                      | deutscher Politiker (SPD, SED), MdV und Gewerkschafter                                                         | 91    |       |
| 29. August | Erik Asmussen                        | dänischer Architekt                                                                                            | 84    |       |
| 29. August | Antoinette Becker                    | französisch-deutsche Kinder- und Jugendbuchautorin                                                             | 78    |       |
| 29. August | Minerva Bernardino                   | dominikanische Frauenrechtsaktivistin und Diplomatin                                                           | 91    |       |
| 29. August | Corinne Coderey                      | Schweizer Schauspielerin                                                                                       | 63    |       |
| 29. August | Charlie Feathers                     | US-amerikanischer Country- und Rockabilly-Sänger                                                               | 66    |       |
| 29. August | Eitel Oskar Höhne                    | deutscher Politiker (SPD), MdL                                                                                 | 76    |       |
| 29. August | Hans O. Staub                        | Schweizer Journalist                                                                                           | 75    |       |
| 30. August | Eduard Fankhauser                    | Schweizer Lebensreformer, Naturist und Verleger                                                                | 94    |       |
| 30. August | Denniz PoP                           | schwedischer DJ, Remixer, Komponist und Musikproduzent                                                         | 35    |       |
| 31. August | Émile Bewing                         | luxemburgischer Radrennfahrer                                                                                  | 91    |       |
| 31. August | Óscar Carrasco                       | chilenischer Fußballspieler                                                                                    | 70    |       |
| 31. August | Pierre Durand                        | französischer Komponist                                                                                        | 63    |       |
| 31. August | Walter Bryce Gallie                  | schottischer Philosoph                                                                                         | 85    |       |
| 31. August | Mercedes Sagredo                     | dominikanische Komponistin                                                                                     | 87    |       |
| August     | Billy Craigie                        | politischer Aktivist der Aborigines                                                                            |       |       |

## September
| Tag           | Name                                | Beruf, bekannt als                                                                                              | Alter | Beleg |
| ------------- | ----------------------------------- | --- | ----- | ----- |
| 1. September  | Thomas Dittmann                     | deutscher Kirchenmusiker                                                                                        | 67    |       |
| 1. September  | Albert W. Johnson                   | US-amerikanischer Politiker                                                                                     | 92    |       |
| 01. September | Harry Knudsen                       | dänischer Ruderer                                                                                               | 79    |       |
| 1. September  | Józef Krupiński                     | polnischer Lyriker                                                                                              | 67    |       |
| 1. September  | João Lourenço                       | portugiesischer Radrennfahrer                                                                                   | 81    |       |
| 1. September  | Cary Middlecoff                     | US-amerikanischer Golfspieler                                                                                   | 77    |       |
| 1. September  | Franz Scholz                        | deutscher katholischer Theologe und Hochschullehrer                                                             | 88    |       |
| 1. September  | Theo Schuster                       | deutscher Schachmeister und Schachjournalist                                                                    | 87    |       |
| 1. September  | Petar Šegedin                       | jugoslawischer Schriftsteller                                                                                   | 89    |       |
| 2. September  | Ilse Breit                          | österreichische Malerin, Grafikerin, Illustratorin und Kunsterzieherin                                          | 90    |       |
| 2. September  | Fernando Carrere                    | mexikanisch-US-amerikanischer Filmarchitekt                                                                     | 88    |       |
| 2. September  | Chuang Chi-tai                      | chinesischer Mathematiker                                                                                       | 89    |       |
| 2. September  | Allen Drury                         | US-amerikanischer Schriftsteller                                                                                | 80    |       |
| 2. September  | Charles A. Ferguson                 | US-amerikanischer Linguist                                                                                      | 77    |       |
| 2. September  | Chrysostomus Zodel                  | deutscher Journalist                                                                                            | 77    |       |
| 3. September  | Ban Motohiko                        | japanischer Skispringer                                                                                         | 93    |       |
| 3. September  | Wilhelm Traub                       | deutscher Politiker (SPD), MdL, MdB                                                                             | 83    |       |
| 3. September  | Martha Weber                        | erzgebirgische Heimatdichterin                                                                                  | 94    |       |
| 4. September  | Inge Aicher-Scholl                  | deutsche Kulturschaffende und Schriftstellerin; Schwester der Geschwister Scholl                                | 81    |       |
| 4. September  | Hans Anger                          | deutscher Mediziner, Psychologe und Hochschullehrer                                                             | 78    |       |
| 4. September  | Hans Brenner                        | österreichischer Schauspieler                                                                                   | 59    |       |
| 4. September  | Ernst Jaakson                       | estnischer Diplomat                                                                                             | 93    |       |
| 4. September  | Gerardo Eusebio Sueldo              | argentinischer Geistlicher, Bischof von Santiago del Estero                                                     | 62    |       |
| 5. September  | Lütfü Aksoy                         | türkischer Fußballspieler, -schiedsrichter und -funktionär                                                      | 87    |       |
| 5. September  | Willem Drees jr.                    | niederländischer Politiker                                                                                      | 75    |       |
| 5. September  | Michael Fleischer                   | US-amerikanischer Mineraloge                                                                                    | 90    |       |
| 5. September  | Hotta Yoshie                        | japanischer Schriftsteller                                                                                      | 80    |       |
| 5. September  | Alfred Montag                       | deutscher Lebensmittelchemiker                                                                                  | 69    |       |
| 5. September  | Ray Mead                            | britisch-kanadischer Maler                                                                                      | 76    |       |
| 5. September  | Verner Panton                       | dänischer Innenarchitekt und Designer                                                                           | 72    |       |
| 5. September  | Leo Penn                            | US-amerikanischer Filmregisseur, Schauspieler, Drehbuchautor und Filmproduzent                                  | 77    |       |
| 5. September  | Hans-Joachim Schümann               | deutscher Pharmakologe                                                                                          | 78    |       |
| 6. September  | Ernst-Hugo Järegård                 | schwedischer Schauspieler                                                                                       | 69    |       |
| 6. September  | Akira Kurosawa                      | japanischer Regisseur                                                                                           | 88    |       |
| 6. September  | George Reardon                      | US-amerikanischer Mediziner                                                                                     | 68    |       |
| 6. September  | Elaine Shepard                      | US-amerikanische Autor- und Schauspielerin                                                                      | 85    |       |
| 7. September  | André Bonin                         | französischer Florettfechter                                                                                    | 89    |       |
| 7. September  | Hans Gertzen                        | deutscher Politiker (SPD), MdL, MdB                                                                             | 77    |       |
| 7. September  | Edmund Lewandowski                  | US-amerikanischer Maler, Mosaikkünstler und Kunstpädagoge                                                       | 84    |       |
| 7. September  | Ljubomir Perčinlić                  | bosnischer Maler und Hochschullehrer                                                                            | 59    |       |
| 7. September  | Alfred Vock                         | Schweizer Radrennfahrer                                                                                         | 85    |       |
| 7. September  | Erik Wickenburg                     | österreichischer Journalist und Schriftsteller                                                                  | 95    |       |
| 8. September  | Karel Finek                         | tschechischer Fußballspieler                                                                                    | 78    |       |
| 8. September  | Komla Agbeli Gbedemah               | ghanaischer Minister für Finanzen, Gesundheit und Handel                                                        | 86    |       |
| 8. September  | Leonid Kinskey                      | russisch-US-amerikanischer Film- und Fernsehschauspieler                                                        | 95    |       |
| 8. September  | Karl-Sigismund Kramer               | deutscher Volkskundler                                                                                          | 82    |       |
| 8. September  | Ewald Tilker                        | deutscher Kanute                                                                                                | 86    |       |
| 9. September  | Lucio Battisti                      | italienischer Sänger und Liedschreiber                                                                          | 55    |       |
| 9. September  | Heinz Haffter                       | Schweizer Altphilologe                                                                                          | 93    |       |
| 9. September  | Hans Holba                          | deutscher Politiker (SPD), MdL                                                                                  | 84    |       |
| 9. September  | Heinz Mosch                         | deutscher Bauunternehmer und Projektentwickler                                                                  | 74    |       |
| 9. September  | Eleanor Saville                     | US-amerikanische Schwimmerin                                                                                    | 89    |       |
| 9. September  | George Clifford Sziklai             | US-amerikanischer Elektronikingenieur                                                                           | 89    |       |
| 9. September  | Gao Xiaoxia                         | chinesische Chemikerin und Hochschullehrerin                                                                    | 79    |       |
| 10. September | Rafael Montiano Lim                 | philippinischer Geistlicher, Bischof von Boac                                                                   | 67    |       |
| 10. September | Albert Stief                        | deutscher Politiker (SED), MdV                                                                                  | 78    |       |
| 11. September | Dane Clark                          | US-amerikanischer Schauspieler                                                                                  | 86    |       |
| 11. September | Carlos Guimard                      | argentinischer Schachgroßmeister                                                                                | 85    |       |
| 11. September | Vera Lourié                         | russische Autorin                                                                                               | 97    |       |
| 12. September | Helmut Becker                       | deutscher Politiker (SED)                                                                                       | 81    |       |
| 12. September | George E. Danielson                 | US-amerikanischer Politiker                                                                                     | 83    |       |
| 12. September | Hans Grimm                          | deutscher Tonmeister und Filmregisseur                                                                          | 93    |       |
| 12. September | Azem Hajdari                        | albanischer Politiker                                                                                           | 35    |       |
| 12. September | Hans Wolfram Hockl                  | banatschwäbischer Mundartautor                                                                                  | 85    |       |
| 12. September | John Holliman                       | US-amerikanischer Journalist                                                                                    | 49    |       |
| 12. September | Vera Searle                         | englische Läuferin und Sportfunktionärin                                                                        | 97    |       |
| 12. September | Henry Spira                         | belgisch-US-amerikanischer Tierrechtsaktivist                                                                   | 71    |       |
| 12. September | Kurt Wölfflin                       | österreichischer Schriftsteller                                                                                 | 64    |       |
| 12. September | Motoharu Yoshizawa                  | japanischer Jazzbassist                                                                                         |       |       |
| 13. September | Karl Siegfried Bader                | deutscher Jurist und Rechtshistoriker                                                                           | 93    |       |
| 13. September | Alois Grillmeier                    | katholischer Theologe, Dogmatiker, Geistlicher (Societas Jesu) und Kardinal                                     | 88    |       |
| 13. September | Harry Lumley                        | kanadischer Eishockeyspieler                                                                                    | 71    |       |
| 13. September | George Wallace                      | US-amerikanischer Politiker                                                                                     | 79    |       |
| 13. September | Eberhard Westphal                   | deutscher Maler                                                                                                 | 63    |       |
| 14. September | Johnny Adams                        | US-amerikanischer Blues-Sänger                                                                                  | 66    |       |
| 14. September | Edmund Brenner                      | deutscher Leichtathlet                                                                                          | 65    |       |
| 14. September | Fred Korth                          | US-amerikanischer Jurist und Politiker                                                                          | 89    |       |
| 14. September | Yang Shangkun                       | chinesischer Politiker, Präsident der VR China                                                                  | 91    |       |
| 15. September | Fred Alderman                       | US-amerikanischer Sprinter und Olympiasieger                                                                    | 93    |       |
| 15. September | Eberhard Cyran                      | deutscher Schriftsteller                                                                                        | 84    |       |
| 15. September | Barrett Deems                       | US-amerikanischer Jazzmusiker                                                                                   | 84    |       |
| 15. September | René Ferrier                        | französischer Fußballspieler                                                                                    | 61    |       |
| 15. September | Viljo Heino                         | finnischer Langstreckenläufer                                                                                   | 84    |       |
| 15. September | Reynold B. Johnson                  | US-amerikanischer Erfinder                                                                                      | 92    |       |
| 15. September | Philip Medford LeCompte             | US-amerikanischer Pathologe                                                                                     | 90    |       |
| 15. September | Eva Gabriele Reichmann              | deutsch-jüdische Historikerin                                                                                   | 101   |       |
| 16. September | Heinrich Appelt                     | österreichischer Historiker und Diplomatiker                                                                    | 88    |       |
| 16. September | Hans Bechtler                       | Schweizer Unternehmer und Kunstsammler                                                                          | 94    |       |
| 16. September | Poul Clemmensen                     | dänischer Schauspieler                                                                                          | 76    |       |
| 16. September | Park Tu-jin                         | südkoreanischer Lyriker                                                                                         | 82    |       |
| 16. September | Hannelore Sievers                   | deutsche Politikerin (CDU), MdL                                                                                 | 73    |       |
| 16. September | Marie Simon                         | deutsche Philosophiehistorikerin                                                                                | 76    |       |
| 16. September | Bjørn Stenersen                     | norwegischer Radrennfahrer                                                                                      | 28    |       |
| 16. September | José Vittorio Tommasí               | argentinischer Geistlicher, Bischof von Nueve de Julio                                                          | 68    |       |
| 16. September | Andrzej Trzaskowski                 | polnischer Jazzpianist und Komponist                                                                            | 65    |       |
| 16. September | Harold Ernest Vokes                 | US-amerikanischer Malakologe und Paläontologe                                                                   | 90    |       |
| 17. September | William Albright                    | US-amerikanischer Komponist, Pianist und Organist                                                               | 53    |       |
| 17. September | Ted Binion                          | US-amerikanischer Unternehmer und Glücksspieler                                                                 | 54    |       |
| 17. September | Franz Courth                        | deutscher katholischer Theologe, Professor und Pallottiner                                                      | 57    |       |
| 17. September | Celia Fiennes                       | britische Künstlerin                                                                                            | 96    |       |
| 17. September | Gustav Nezval                       | tschechischer Schauspieler                                                                                      | 90    |       |
| 18. September | Kurt Hager                          | deutscher Politiker (KPD, SED), MdV, Mitglied des Zentralkomitees und des Politbüros des ZK der SED             | 86    |       |
| 18. September | Wadim Sacharowitsch Rogowin         | russischer Historiker, Soziologe und Doktor der Philosophie                                                     | 61    |       |
| 19. September | Patricia Hayes                      | britische Komikerin und Schauspielerin                                                                          | 88    |       |
| 19. September | Wolfgang Kraus                      | österreichischer Sachbuch-Autor, Moderator, Literaturkritiker und Essayist                                      | 74    |       |
| 19. September | Ran Laurie                          | britischer Ruderer                                                                                              | 83    |       |
| 19. September | Mariano Martín                      | spanischer Fußballspieler                                                                                       | 78    |       |
| 19. September | Manfred Schulte                     | deutscher Jurist und Politiker (SPD), MdB                                                                       | 68    |       |
| 20. September | Muriel Humphrey                     | US-amerikanische Politikerin, Gattin des US-Vizepräsidenten Hubert Humphrey und Senatorin                       | 86    |       |
| 21. September | Clara Calamai                       | italienische Schauspielerin                                                                                     | 89    |       |
| 21. September | Karl Dillschneider                  | deutscher Architekt, Baubeamter und Denkmalpfleger                                                              | 93    |       |
| 21. September | Florence Griffith-Joyner            | US-amerikanische Sprinterin und Olympiasiegerin                                                                 | 38    |       |
| 21. September | Walter Hellebrand                   | deutscher Rechtswissenschaftler                                                                                 | 91    |       |
| 21. September | Gerhild Jahn                        | deutsche Politikerin (SPD), MdL                                                                                 | 57    |       |
| 21. September | Otto Skritek                        | österreichischer Politiker (SPÖ), Abgeordneter zum Nationalrat, Mitglied des Bundesrates                        | 88    |       |
| 21. September | Bert Steines                        | deutscher Leichtathlet und Olympiateilnehmer                                                                    | 68    |       |
| 22. September | Harlan P. Banks                     | US-amerikanischer Paläobotaniker                                                                                | 85    |       |
| 22. September | Hubert Cieslik                      | deutscher, in Japan wirkender römisch-katholischer Ordensgeistlicher (Jesuit) und Hochschullehrer               | 84    |       |
| 22. September | Herbert Liedecke                    | deutscher Kirchenmusiker, Komponist und Hochschullehrer                                                         | 86    |       |
| 22. September | Helmut Lindemann                    | deutscher Jurist, Publizist, Übersetzer und Autor                                                               | 85    |       |
| 22. September | Reginald Michelin                   | jamaikanischer Stabsoffizier, Polizeibeamter und Polizeichef                                                    | 94    |       |
| 22. September | Josef Seidl                         | österreichischer Politiker (SPÖ), Mitglied des Bundesrates                                                      | 85    |       |
| 23. September | Ray Bowden                          | englischer Fußballspieler                                                                                       | 89    |       |
| 23. September | Gerhard Förster                     | deutsch-schweizerischer Ingenieur, Verleger und Holocaustleugner                                                | 78    |       |
| 23. September | Mary Frann                          | US-amerikanische Film- und Fernsehschauspielerin                                                                | 55    |       |
| 23. September | Volkmar Schmidt                     | deutscher Altphilologe                                                                                          | 65    |       |
| 23. September | Héctor Vilches                      | uruguayischer Fußballspieler                                                                                    | 72    |       |
| 23. September | Otto Weiglein                       | deutscher Politiker                                                                                             | 86    |       |
| 24. September | Genrich Saulowitsch Altschuller     | russischer Ingenieur und Wissenschaftler                                                                        | 71    |       |
| 24. September | Rosendo Balinas                     | philippinischer Schachmeister                                                                                   | 57    |       |
| 24. September | Kai-Uwe Degenhardt                  | deutscher Fotograf                                                                                              | 38    |       |
| 24. September | Werner Felix                        | deutscher Musikwissenschaftler                                                                                  | 71    |       |
| 24. September | Ardalion Wassiljewitsch Ignatjew    | sowjetischer Sprinter                                                                                           | 67    |       |
| 24. September | Reinhold Reiter                     | deutscher Biometeorologe                                                                                        | 77    |       |
| 24. September | Waldemar Spender                    | deutscher Kinderbuchautor                                                                                       | 66    |       |
| 24. September | Martin Wurm                         | deutscher Politiker                                                                                             | 79    |       |
| 25. September | Elsa Mühlethaler                    | Schweizer Tierärztin                                                                                            | 81    |       |
| 25. September | Wim Schepers                        | niederländischer Radrennfahrer                                                                                  | 55    |       |
| 25. September | George Tichenor                     | US-amerikanischer Automobilrennfahrer                                                                           | 78    |       |
| 26. September | Betty Carter                        | US-amerikanische Jazzsängerin                                                                                   | 68    |       |
| 26. September | Charles Lederman                    | französischer Politiker                                                                                         | 85    |       |
| 26. September | André de Mandach                    | Schweizer Romanist und Mediävist                                                                                | 80    |       |
| 26. September | Johanna Vancura                     | österreichische Leichtathletin                                                                                  | 83    |       |
| 27. September | Edward Jefferys                     | südafrikanischer Sprinter                                                                                       | 62    |       |
| 27. September | Karlheinz Kaske                     | deutscher Manager                                                                                               | 70    |       |
| 27. September | Hans Pfeiffer                       | deutscher Autor, Dramatiker und Erzähler                                                                        | 73    |       |
| 27. September | Shawn Phelan                        | US-amerikanischer Filmschauspieler und Musiker                                                                  | 23    |       |
| 27. September | Heinrich Steitz                     | deutscher evangelischer Theologe                                                                                | 91    |       |
| 27. September | Harald Vock                         | deutscher Journalist, Drehbuchautor, Hörspielautor, Filmregisseur und Fernsehproduzent                          | 73    |       |
| 27. September | Doak Walker                         | US-amerikanischer American-Football-Spieler und Gewinner der Heisman Trophy 1948                                | 71    |       |
| 28. September | Marcel Pourbaix                     | belgischer Chemiker                                                                                             | 94    |       |
| 28. September | Mario Soto                          | chilenischer Fußballspieler                                                                                     | 65    |       |
| 29. September | Tom Bradley                         | US-amerikanischer Politiker, Bürgermeister von Los Angeles                                                      | 80    |       |
| 29. September | Mario Cavagnaro                     | peruanischer Cantautore                                                                                         | 72    |       |
| 29. September | Paul Keller                         | Schweizer Automobilrennfahrer                                                                                   | 60    |       |
| 29. September | Michael Luptowits                   | österreichischer Lehrer und Politiker (SPÖ), Landtagsabgeordneter, Abgeordneter zum Nationalrat, Mitglied de... | 82    |       |
| 29. September | Joachim Graf von Schönburg-Glauchau | deutscher Politiker (CDU), MdB                                                                                  | 69    |       |
| 29. September | Albert Streckeisen                  | Schweizer Petrograph                                                                                            | 96    |       |
| 30. September | Frank Forberger                     | deutscher Olympiasieger im Rudern                                                                               | 55    |       |
| 30. September | Marius Goring                       | britischer Schauspieler                                                                                         | 86    |       |
| 30. September | Erich Klinge                        | deutscher Anwalt, Mitbegründer der Beratungshilfe                                                               | 73    |       |
| 30. September | Bruno Munari                        | italienischer, Grafiker, Maler, Designer und Bildhauer                                                          | 90    |       |
| 30. September | Pavel Štěpán                        | klassischer Pianist                                                                                             | 73    |       |
| 30. September | Robert Lewis Taylor                 | US-amerikanischer Schriftsteller                                                                                | 86    |       |
| September     | Robert McCoig                       | schottischer Badmintonspieler                                                                                   |       |       |
| September     | Pierre Thuillier                    | französischer Wissenschaftshistoriker                                                                           |       |       |
| September     | Karl-Heinz Wachsmuth                | deutscher Brigadegeneral des Heeres der Bundeswehr                                                              |       |       |